# Jōetsu Shinkansen
La Jōetsu Shinkansen (上越新幹線?) è una linea ferroviaria ad alta velocità giapponese, a scartamento normale, che collega Tokyo e Niigata.

## Storia

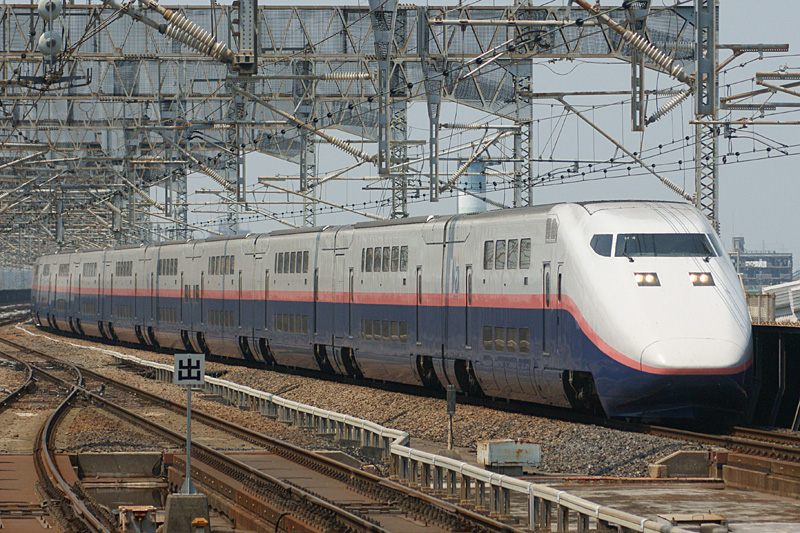
Convoglio della linea, ora ritirato.

Il programma per la costruzione del Jōetsu Shinkansen iniziò nel 1971 per opera del primo ministro Tanaka Kakuei. Il primo viaggio di prova ebbe luogo nel novembre 1980, e l'anno successivo il convoglio raggiunse la velocità di 210 km/h. Il servizio regolare iniziò il 15 novembre 1982. La linea inizialmente doveva terminare alla Stazione di Shinjuku, ma le difficoltà economiche convinsero la Ferrovie Nazionali Giapponesi (JNR) a fondere l'ultimo tratto della linea con quello del Tōhoku Shinkansen ad Ōmiya.
Nel settembre 1991, uno Shinkansen Serie 400 raggiunse la velocità di 345 km/h e nel dicembre 1993 il treno sperimentale STAR 21 raggiunse i 425 km/h. La velocità massima per il servizio regolare è prevista in 275 km/h tra le stazioni di Jōmō-Kōgen e Urasa e 240 km/h nel resto della linea per i convogli della serie E2, e 240 km/h in tutta la linea per i convogli della serie E4.

## Percorso
| Stazione      | in Giapponese | Distanza | Collegamenti | Luogo                                                         |
| ------------- | ------------- | -------- | --- | ------------------------------------------------------------- |
| Tokyo         | 東京          | 0        | JR East ■ Linea Chūō ■ Linea Keihin-Tōhoku ■ Linea Keiyō ■ Linea Sōbu Rapida ■ Linea Tōkaidō ■ Linea Yamanote ■ Linea Yokosuka ■ Tōhoku Shinkansen ■ Yamagata Shinkansen ■ Akita Shinkansen ■ Nagano Shinkansen JR Central ■ Tōkaidō Shinkansen Tokyo Metro Linea Marunouchi (M-18) Linea Tōzai(Ōtemachi (大手町 (T-09)?)         | Chiyoda Tokyo                                                 |
| Ueno          | 上野          | 3,6      | JR East ■ Linea Jōban ■ Linea Keihin-Tōhoku ■ Linea Takasaki ■ Linea principale Tōhoku ■ Linea Yamanote ■ Tōhoku Shinkansen ■ Hokuriku Shinkansen ■ Yamagata Shinkansen ■ Akita Shinkansen Tokyo Metro Tokyo Metro Linea Ginza(G-16) Linea Hibiya (H-07) Ferrovie Keisei ■ Linea Keisei principale (Keisei Ueno (京成上野, KS01?) | Taitō Tokyo                                                   |
| Ōmiya         | 大宮          | 31,3     | JR East ■ Linea Keihin-Tōhoku ■ Linea Takasaki ■ Linea principale Tōhoku ■ Tōhoku Shinkansen ■ Hokuriku Shinkansen ■ Yamagata Shinkansen ■ Akita Shinkansen Ferrovie Tōbu ■ Linea Tōbu Noda Saitama New Urban Transit ■ Linea Ina                                                                                                 | Ōmiya-ku Saitama                                              |
| Kumagaya      | 熊谷          | 67,9     | ■ Linea Takasaki Ferrovia Chichibu | Kumagaya Prefettura di Saitama                                |
| Honjō-Waseda  | 本庄早稲田    | 88,0     | | Honjō, Prefettura di Saitama                                  |
| Takasaki      | 高崎          | 108,6    | JR East ■ Linea Takasaki ■ Linea Hachikō ■ Linea Jōetsu ■ Linea Ryōmō ■ Linea Agatsuma ■ Linea principale Shin'etsu ■ Nagano Shinkansen ■ Linea Jōshin | Takasaki Prefettura di Gunma                                  |
| Jōmō-Kōgen    | 上毛高原      | 150,4    | | Minakami, Prefettura di Gunma                                 |
| Echigo-Yuzawa | 越後湯沢      | 182,7    | ■ Linea Jōetsu Linea Hokuetsu Express | Yuzawa, Prefettura di Niigata                                 |
| Urasa         | 浦佐          | 212,3    | ■ Linea Jōetsu | Minamiuonuma, Prefettura di Niigata                           |
| Nagaoka       | 長岡          | 245,1    | ■ Linea Jōetsu Linea principale Shin'etsu | Nagaoka, Prefettura di Niigata                                |
| Tsubame-Sanjō | 燕三条        | 268,7    | Linea Yahiko | Tsubame, Prefettura di Niigata e Sanjō, Prefettura di Niigata |
| Niigata       | 新潟          | 300,8    | Linea principale Shin'etsu Linea Hakushin Linea Echigo Linea principale Uetsu Linea Ban'etsu occidentale | Chūō-ku, Niigata                                              |

Nella stagione sciistica, da metà dicembre ad aprile, i servizi Tanigawa e Max Tanigawa sono estesi alla stazione di Gala-Yuzawa, attraverso la Linea Gala-Yuzawa, nome non ufficiale di una diramazione della Linea Jōetsu, a scartamento ridotto. La linea è una linea tradizionale a scartamento normale operata con materiale rotabile Shinkansen, e i treni che la percorrono sono classificati come "espressi limitati". Fuori dalla stagione sciistica la linea è utilizzata per l'inversione di marcia dei treni che devono tornare verso Tōkyō.